# Bláznivá střela 33 a 1/3: Poslední trapas
Bláznivá střela 33⅓: Poslední trapas, anglicky Naked Gun 33⅓: The Final Insult, je americký komediální parodicko-satiristický film, poslední ze série Bláznivých střel, které byly založeny na televizním seriálu Police Squad! (Policejní útvar). 33⅓ v názvu je reference o rychlosti dlouhohrajících (LP) gramofonových nahrávek. Původně se film měl jmenovat Naked Gun 33⅓: Just for the Record, ale kvůli nepochopení ze strany studia Paramount Pictures bylo od názvu upuštěno. 
Ve filmu hraje Leslie Nielsen jako bývalý poručík losangelesské policie Frank Drebin, Priscilla Presleyová jako Jane Spencer Drebinová, O. J. Simpson jako strážník Nordberg, George Kennedy jako kapitán Ed Hocken. 

## Synopse
Film začíná ve Statenvilské věznici, kde si odpykává trest terorista Rocco Dillon (Fred Ward). K němu přichází pan Papšmír s nabídkou "vyhození něco do vzduchu", Rocco přijímá.
Mezitím sledujeme Franka Drebina (Leslie Nielsen), který musel z policejního oddílu odejít, z důvodu uzavření manželství s Jane (Priscilla Presleyová). Nyní pracuje jako domácí hospodyň(ka). Jenomže, po tom co policejní oddíl zjistí o plánovaném bombovém útoku, snaží se tedy dva bývalí Frankovi kolegové přemluvit Franka, aby tedy případ vyřešil.

## Obsazení
| Postava                | Herec              | Dabing (ČT)      |
| ---------------------- | ------------------ | ---------------- |
| Poručík Frank Drebin   | Leslie Nielsen     | Vladimír Brabec  |
| Jane Spencer Drebinová | Priscilla Presley  | Taťjana Medvecká |
| Kapitán Ed Hocken      | George Kennedy     | Karel Richter    |
| Strážník Nordberg      | O. J. Simpson      | Jaromír Dulava   |
| Rocco Dillon           | Fred Ward          | Jan Vlasák       |
| Muriel Dillonová       | Kathleen Freeman   | Eva Jiroušková   |
| Tanya Petersová        | Anna Nicole Smith  | Sabina Laurinová |
| Papšmír                | Raye Birk          |                  |
| Raquel Welchová        | Raquel Welchová    | Jana Altmannová  |
| Olympia Dukakisová     | Olympia Dukakisová |                  |
| James Earl Jones       | James Earl Jones   |                  |
| Al Yankovic            | Al Yankovic        |                  |
| Vanna White            | Vanna White        |                  |
| Mary Lou Rettonová     | Mary Lou Rettonová |                  |
| Režisér                | Joe Grifasi        |                  |
| Bill Clinton           | Timothy Watters    |                  |
| Jan Pavel II.          | Gene Greytak       |                  |

## Ocenění
O. J. Simpson a Anna Nicole Smith byli nominováni na Zlatou Malinu. Anna Nicole vyhrála ocenění "nejhorší nová stár" a O.J. "nejhorší vedlejší herec". 

## Zajímavost
V rámci reklamy na tento film byla parodována fotografie More Demi Moore, což byla kontroverzní fotografie aktu typu handbra těhotné Demi Moore v sedmém měsíci, kterou pořídila Annie Leibovitz pro obálku vydání Vanity Fair. To vedlo k soudnímu procesu v roce 1998 Leibovitz versus Paramount Pictures Corp.
Poslední film O. J. Simpsona. Několik měsíců po vydání filmu byl obviněn z vraždy své manželky a jejího milence. Byl sice osvobozen, jeho kariéra však skončila.

## Další díly trilogie
- Bláznivá střela: Z análů policejního útvaru (1988)
- Bláznivá střela 2½: Vůně strachu (1991)